# China Construction Bank (Asia)
China Construction Bank (Asia) Corporation Limited или CCB (Asia), 中國建設銀行(亞洲)股份有限公司 — один из крупнейших лицензированных банков Гонконга. Основные сферы интересов — потребительское кредитование, корпоративный и частный банкинг, казначейские и страховые услуги, финансовое обслуживание трансграничной торговли. Штаб-квартира расположена в небоскрёбе CCB Tower (Центральный район), часть отделов — в CCB Centre (Куньтхон). Банк имеет в Гонконге более 50 отделений.  

## История
В 1912 году несколько американцев китайского происхождения, включая членов семьи Фок (Хуо), основали Bank of Canton (廣東銀行). Хотя формально банк был основан в Гуанчжоу, его зарегистрировали как британскую компанию в Гонконге. В 1917 году Bank of Canton открыл отделение Шанхае, в 1921 году — в Бангкоке, в 1922 году — в Нью-Йорке (закрылось в 1931 году), Ханькоу и Шаньтоу. Китайские отделения банка даже выпускали собственные банкноты.
В 1935 году Китай отменил серебряный стандарт, из-за чего Bank of Canton понёс существенные убытки. В 1936 году реорганизованный Bank of Canton возобновил финансовые операции, но уже без права эмиссии банкнот, а также открыл филиал в Макао. 
В 1939 году во время масштабных антикитайских волнений власти Сиама закрыли отделение Bank of Canton в Бангкоке, обвинив его в выводе капиталов из страны через местных хуацяо. После оккупации Гонконга японцы летом 1942 года закрыли Bank of Canton и конфисковали практически все его активы. В 1953 году Bank of Canton открыл отделение в Сингапуре, к 1968 году основал отделение в Малайзии и вернулся на рынок Таиланда.    

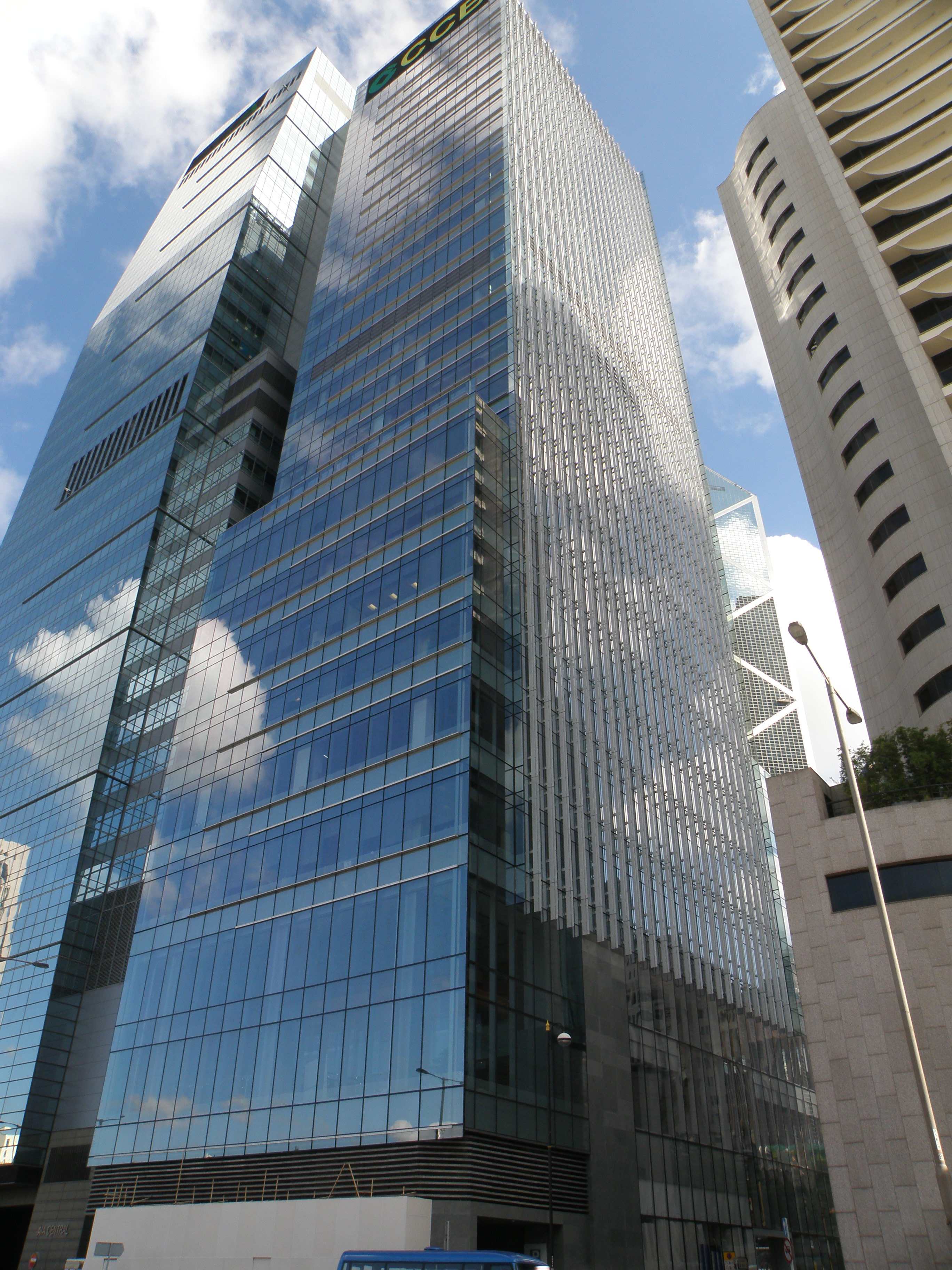
CCB Tower в Центральном районе

В 1971 году контрольный пакет Bank of Canton приобрёл американский Security Pacific National Bank (Лос-Анджелес), основанный в 1967 году. По состоянию на 1979 год Bank of Canton имел девять отделений в Гонконге, отделения в Бангкоке, Куала-Лумпуре и Сингапуре, а также филиал в Макао. 
В 1988 году Security Pacific National Bank выкупил оставшиеся акции Bank of Canton у председателя правления Рассела Фока и переименовал его в Security Pacific Asia Bank. В 1992 году Bank of America (Сан-Франциско) поглотил Security Pacific National Bank и в 1993 году переименовал Security Pacific Asia Bank в Bank of America (Asia). На тот момент он являлся крупнейшим азиатским активом Bank of America. 
В 2006 году пекинский государственный China Construction Bank приобрёл Bank of America (Asia) и в 2007 году переименовал его в China Construction Bank (Asia). На тот момент банк имел 14 отделений в Гонконге и три в Макао, обладал активами в 949 млн долларов США и контролировал 1,3 % рынка кредитов Гонконга. Филиал в Макао был преобразован в China Construction Bank (Macau).
В 2008 году в Центральном районе Гонконга, рядом с 40-этажным небоскрёбом AIA Central, закрылся исторический отель Ritz-Carlton. Позже здание было снесено, а в 2012 году на его месте возвели небоскрёб CCB Tower — новую штаб-квартиру China Construction Bank (Asia).